# Droit sud-ossète
Le droit sud-ossète est le droit appliqué dans l'État non reconnu internationalement d'Ossétie du Sud.

## Sources du droit

### Constitution
La Constitution est la norme suprême de l'Ossétie du Sud et tout autre acte normatif doit s'y conformer.

### Législation
Le pouvoir législatif est confié au Parlement de l'Ossétie du Sud.

### Règlements
Le président peut adopter des ordonnances et des décrets qui ne doivent pas contredire les lois et la Constitution.

## Sources

## Compléments